# Landa de Matamoros
Landa de Matamoros là một đô thị thuộc bang Querétaro, México. Năm 2005, dân số của đô thị này là 18905 người.